# Viana (Spagna)
Viana (Biana in basco) è un comune spagnolo di 3 661 abitanti situato nella comunità autonoma della Navarra. Il paese, abbellito da molti edifici antichi, si trova al confine fra Navarra e Castiglia, a 9 km da Logroño.
Viana è l'ultima tappa del Camino de Santiago in terra navarrese prima di entrare in Castiglia. 

## Storia
L'ipogeo sepolcrale megalitico che esiste nei dintorni di Viana testimonia la presenza dell'uomo nel 2850-2500 a.C. Questa camera sepolcrale scavata in parte nella roccia al momento della ricognizione all'interno rivelò 80 cadaveri appartenenti allo stesso gruppo tribale ed etnico, le punte di frecce conficcate in alcuni di essi dimostrano che in quella zona e in quell'epoca esistevano conflitti fra le diverse tribù. Iscrizioni iberiche trovate nella zona, le più antiche rinvenute in Navarra, indicano la presenza nella zona intorno al 600 a.C. di tribù celtoiberiche.
Da alcuni la città è identificata con Uarakos città celta, altri con la romana Vareia città distrutta nella guerra fra Pompeo e Sertorio dall'80 al 72 a.C. A partire dal I secolo la zona si romanizzò completamente e a ciò contribuì una centuriazione (ripartizione del territorio conquistato di cento iugeri a ciascun legionario al momento del congedo dal servizio militare in uso presso i Romani). A questa fu interessata la IV Legio Macedonica che operò in quei luoghi. La terra distribuita si rivelò molto fertile e vi si installarono le coltivazioni della vite, dell'ulivo e del grano; nacquero così alcuni villaggi e si costruirono strade.
Nel 1219 il re di Navarra Sancho VII, detto el Fuerte, per dare sicurezza ai confini del regno nei confronti dei castigliani decise di costruire una fortezza e fondò il primo nucleo di quella che diventò Viana. Era presente anche l'opportunità di utilizzare commercialmente il passaggio dei pellegrini giacobei diretti a Santiago di Compostela e di offrire loro un luogo di sosta prima di entrare in Castiglia. Questo avvenne regolarmente con la costruzione del nuovo borgo che si munì di ostelli e di altri servizi per i pellegrini che giungevano da tutta Europa facendo di Viana un centro commerciale e di scambi culturali. Per popolare la città appena fondata il re concesse alcuni privilegi ai cittadini e a coloro che vi prendessero dimora.
Il re Carlo III el Noble istituì il "Principato di Viana" dando il titolo di principe di Viana al figlio erede al trono. Ancora oggi il titolo viene dato al principe ereditario di Spagna. La città fu poi soggetta a vari assedi nel corso delle lotte fra Navarra e Castiglia, in una delle quali nel 1507 morì Cesare Borgia come già si è detto. Il re diede al paese per la fedeltà alla corona dimostrata in occasione degli assedi il titolo "Muy noble y muy leal". Nel 1512 la capitolazione di Pamplona alle truppe castigliane e l'annessione della Navarra alla Castiglia costrinse a questa anche Viana, che, per ordine del cardinale Cisneros reggente di Spagna, fu incorporata a Logroňo, ma, salito al trono nel 1516 l'imperatore Carlo V (come re di Spagna Carlo I), tutto ritornò come prima e Viana fu reintegrata nella Navarra. Alla fine del secolo fu colpita da un'epidemia di peste però seppe risollevarsi e i due secoli XVI e XVII furono periodi di prosperità economica grazie soprattutto allo sviluppo agricolo, ad una grande produzione di vino e ad un'intensa attività edilizia. Nel 1630 Filippo IV le concesse il titolo di "Città" con i privilegi che ciò comportava e comprò il castello e la cinta muraria. Nel 1808 il popolo si schierò contro i rivoluzionari francesi a favore della monarchia e in difesa della religione cattolica, le truppe napoleoniche l'occuparono depredandola di viveri, causando danni e giustiziando i partigiani del re che più si erano esposti.
Le guerre carliste del XIX secolo furono fatali per Viana che, essendo a metà strada fra le due città, venne a trovarsi fra due fuochi: da una parte Estella carlista e dall'altra Logroño liberale, e subì diversi danni e distruzioni.
Nel 1893 Viana si sollevò con altre città navarresi ad una legge che toglieva alcuni vecchi privilegi; da questo le derivò il nome di Plaza de los Fueros. Durante la guerra civile fu occupata dai franchisti e fu anche sede del comando del Battaglione Littorio di italiani inviati in appoggio alle truppe di Franco.
Attualmente gode di una certa prosperità grazie ad una moderna agricoltura e di una fiorente industria che conta circa 70 imprese nei poligoni appositamente destinati dal comune. È anche un attivo centro commerciale e di servizi.

## Monumenti

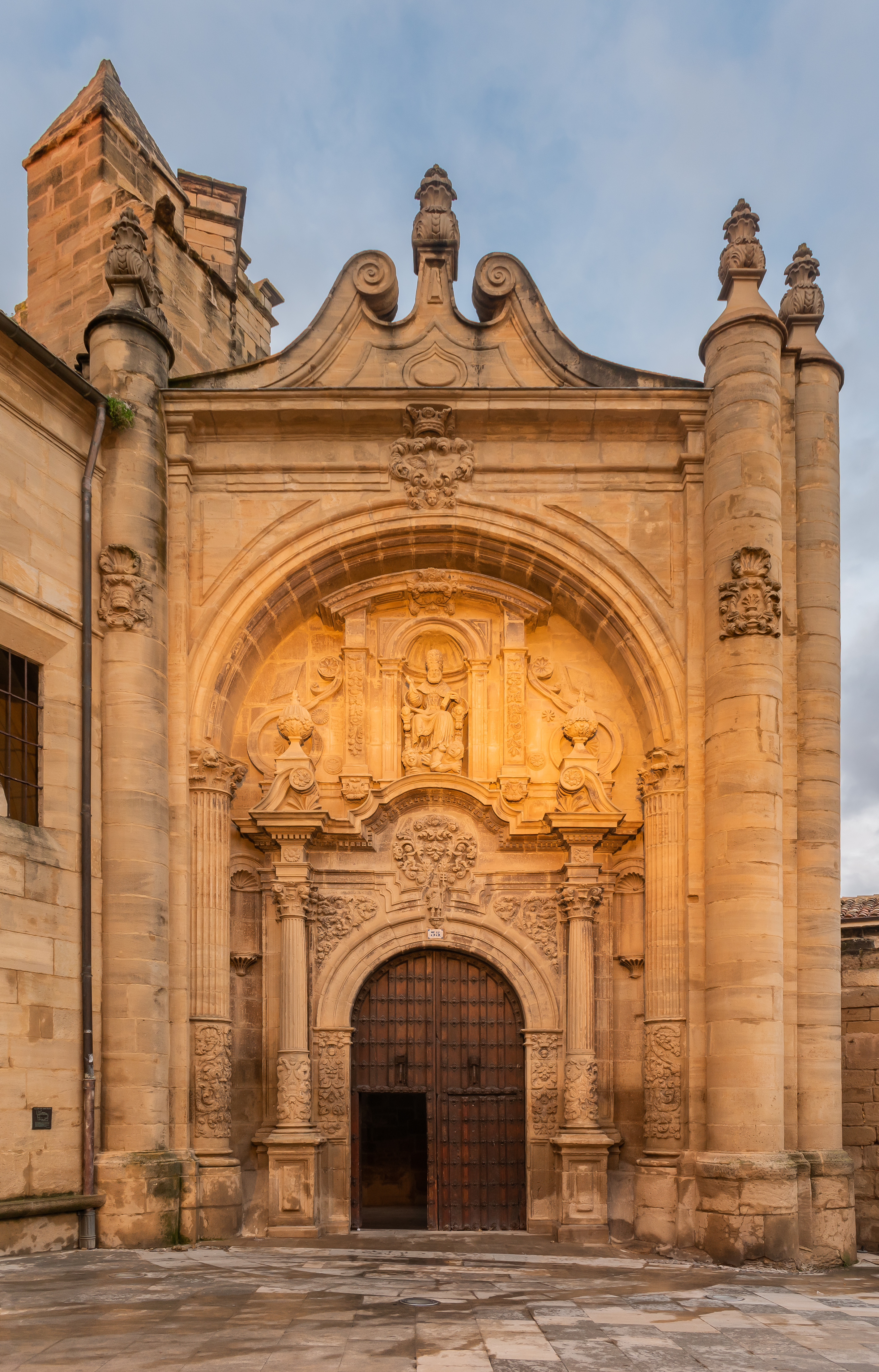
Chiesa di San Pietro.

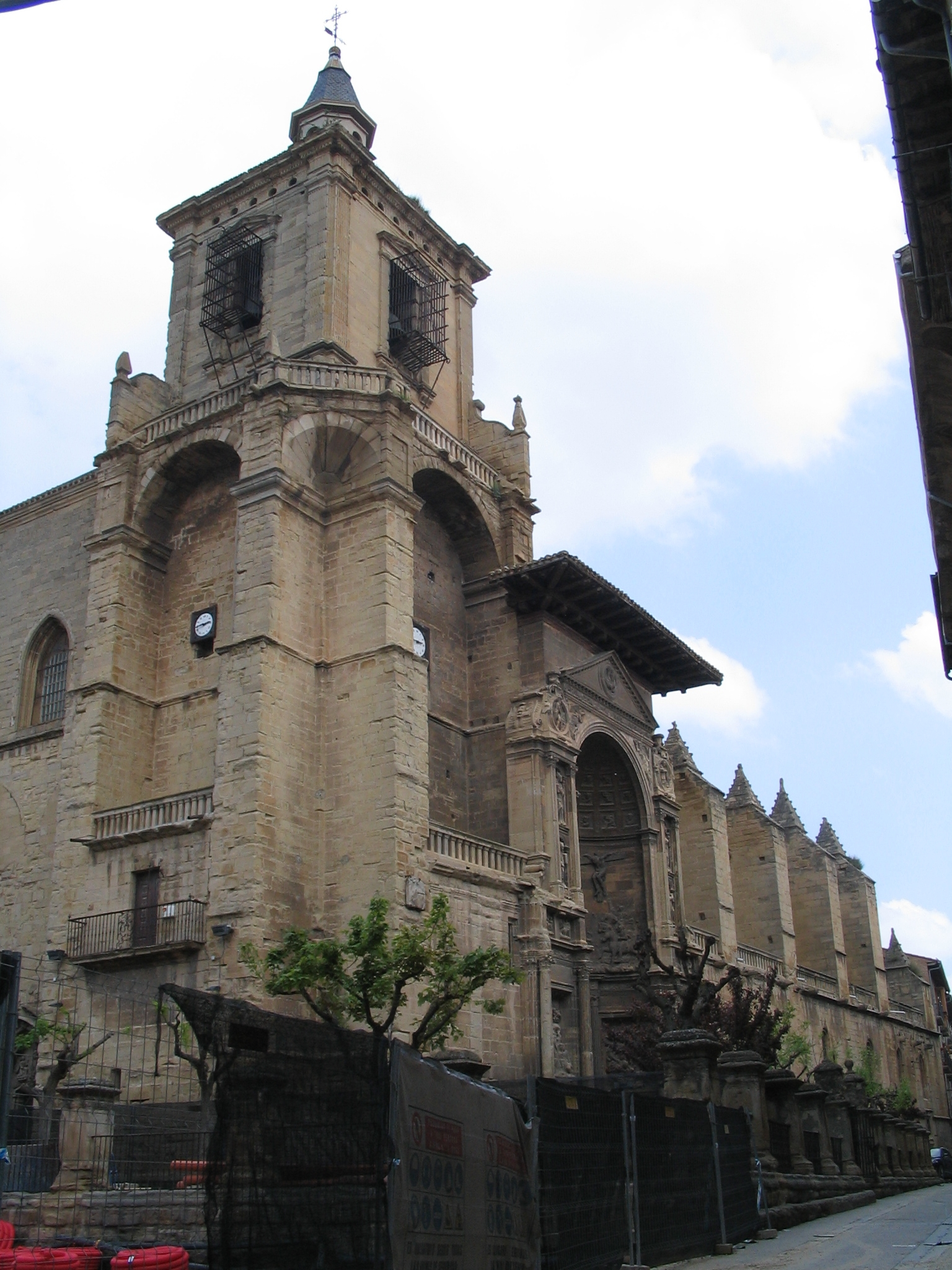
Chiesa di Santa Maria.

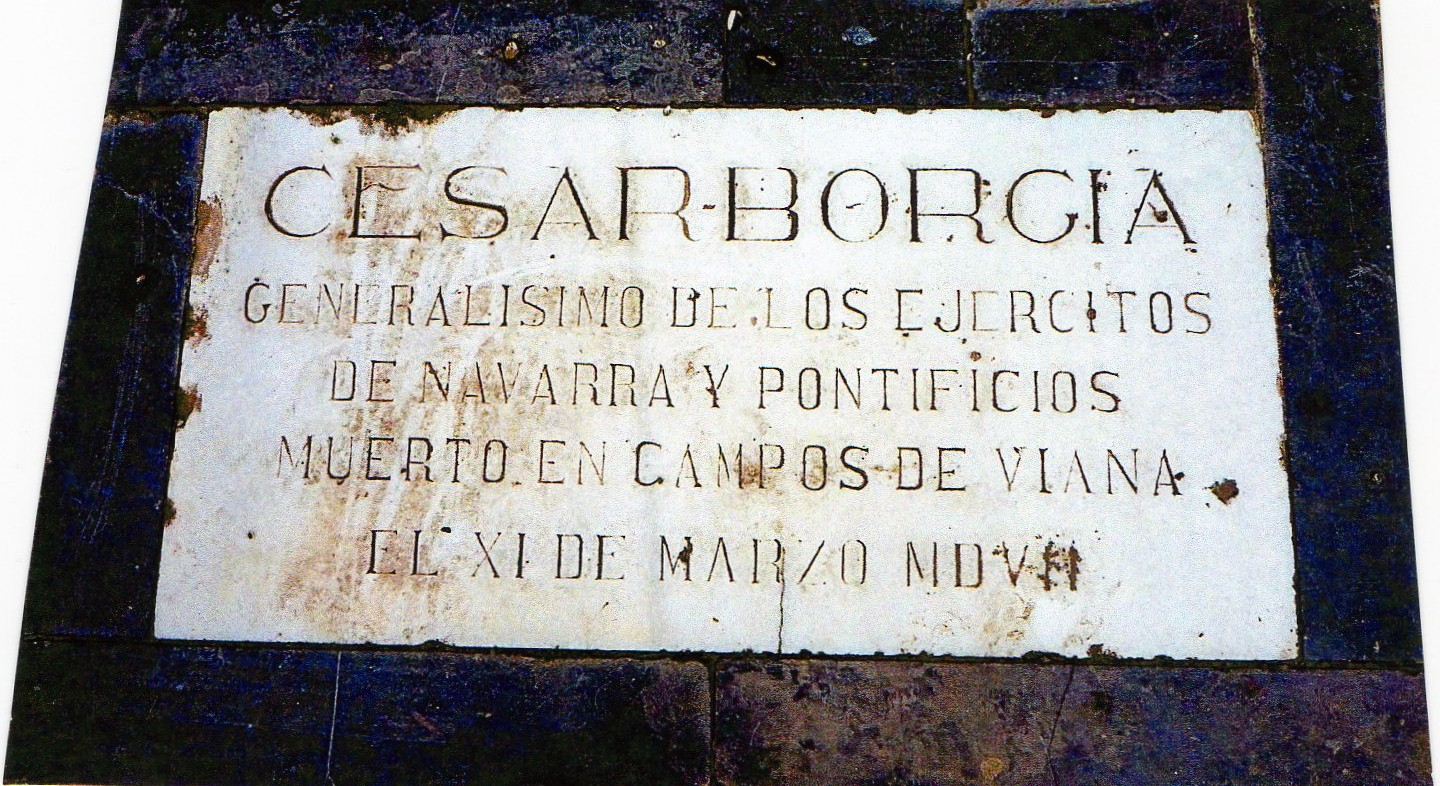
Tomba di Cesare Borgia, nel sagrato della chiesa di Santa Maria

Il "Balcón de Toros" è un palazzo barocco del XVIII secolo che serviva da tribuna d'onore per le autorità che assistevano alle feste taurine, la "Casa consistorial y Ayuntamiento" costruzione barocca del XVII secolo, la "Casa del Peso" del 1772 che durante la guerra civile ospitò il quartier generale del "Battaglione Littorio", la "casa Navarra-Villoslada" del XIX secolo è un centro culturale dotato di biblioteca, ciberteca e futuro museo etnografico, il  "Convento de san Francisco" barocco del XVII secolo, la "Ermita de la Virgen de las Cuevas" del XVII secolo contiene una statua della Vergine del XIV secolo, fu l'antica chiesa del Camino de Santiago, appartenne al villaggio preromanico di Covas che nel 1219 fu unito a Viana quando Sancho VII la fondò, l'Ermita de San Martin romanica del XIII secolo, l'Hipogeo megalitico, l'Hospital de peregrinos N.tra S.ra de Gracia è una Basilica gotica civile del XV secolo già ospedale dei bambini e dei pellegrini giacobei, oggi è una Casa della Cultura, la chiesa di San Pedro è dei secoli XIII-XIV, la chiesa di Santa Maria è gotica dei secoli XIV-XVI (nel sagrato, una lapide indica la tomba di Cesare Borgia, un tempo situata nell'interno), le Porte e le mura sono dei secoli XVI e XVII.

## Eventi e ricorrenze
Sono molte, come in tutte le città spagnole, e con le stesse modalità salvo qualche piccola differenza dovuta alla fantasia degli organizzatori che le preparano un anno per l'altro pur conservando le tradizioni. Una delle maggiori è la "Fiesta de San Felices de la Fondacion" che si svolge il 1º febbraio giorno di san Felices e anniversario della fondazione della città ad opera di Sancho VII El Fuerte. Al suono del tamburo si convocano gli scolari alla Porta di San Felices dove la tradizione dice si trovi la prima pietra della città e all'ingresso nella chiesa di Santa Maria dove già si trovano le autorità ad ogni scolaro si dona una moneta simbolo di prosperità e perché si ricordino di questo giorno, che è tradizionalmente legato anche all'inaugurazione di qualche opera pubblica grande o piccola. Poi si effettua il Certamen literario de relatos y cuentos ciudad de Viana, gran concorso letterario in lingua castigliana e basca che vede la partecipazione da tutta la Spagna. Alla sera balli tradizionali baschi e moderni, discoteca mobile, concorsi, "chocolatada" e si chiude col toro de fuego che tempo fa era un vero toro al quale venivano attaccate fiaccole e fuochi artificiali e poi lasciato libero per la città, oggi in seguito alle rimostranze degli animalisti il toro è sostituito da un meccanismo con testa di toro. È una usanza di altre città specialmente basche, ma qui il toro finto che sprizza fuoco e scintille è seguito da tori veri liberi che corrono col toro meccanico. Il giorno precedente la festa si svolgono convegni sulla storia e le tradizioni della città e della Navarra.
La "Fiesta en honor de la Virgen de Nieva" che, dopo i riti regiosi, alla sera vede di nuovo la festa con il toro di fuoco; si svolge in settembre.
Nella "Romeria a la Virgen de las Cuevas" si porta in processione la statua della Vergine dalla chiesa di Santa Maria di Viana, dove è custodita tutto l'anno, alla Ermita de la Virgen de Cuevas a 2 km di distanza e, finiti i riti religiosi s'inizia la festa con canti, danze e colazione collettiva in un apposito spazio in campagna.